# Rote Weisseritz

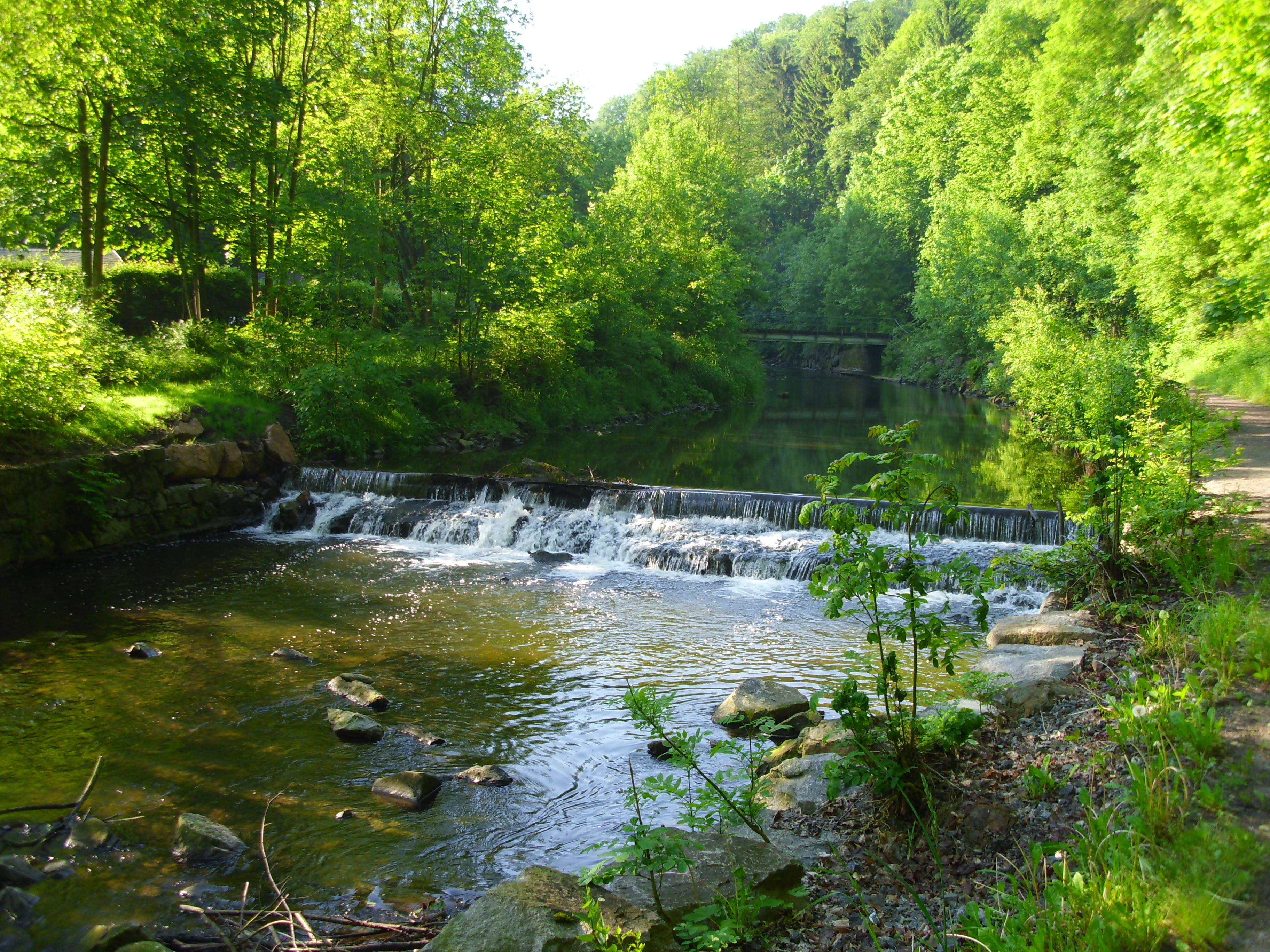
Rote Weisseritz vid Coßmannsdorf

Rote Weisseritz är en flod i det tyska förbundslandet Sachsen och en källflod till Weisseritz.
Namnet kommer från det slaviska ordet bystrica (vilt vatten). Källan ligger vid orten Altenberg och där skapades två magasin med hjälp av dammbyggnader. Vid floden ligger orten Schellerhau som har en botanisk trädgård och som är vintersportcentrum. Floden når sedan kurorten Bärenfels med en park och en glockstapel med glockor av Meissenporslin. Från orten Kipsdorf till Freital finns en smalspårig järnvägslinje (Weißeritztalbahn) i flodens dalgång. Norr om Dippoldiswalde når floden dammbyggnaden Talsperre Malter. Kort före sammanflödet med Wilde Weisseritz till Weisseritz genomflyttas en dalgång med 80 meter höga klippor.